# Hugues Duboscq
Hugues Duboscq (ur. 29 sierpnia 1981 w Saint-Lô) – francuski pływak specjalizujący się w stylu klasycznym, trzykrotny brązowy medalista olimpijski, dwukrotny medalista mistrzostw świata i wielokrotny medalista mistrzostw Europy.
Największym jego sukcesem jest brązowy medal igrzysk olimpijskich w Atenach w 2004 w wyścigu na 100 m stylem klasycznym oraz dwukrotnie brązowy medal na igrzyskach olimpijskich w Pekinie w 2008 na dystansach 100 i 200 m żabką. Jest również srebrnym medalistą mistrzostw świata w Rzymie w 2009 i brązowym cztery lata wcześniej (mistrzostw świata) w Montrealu na dystansie 100 m. Jest też mistrzem Europy z Rijeki z 2008 roku na 200 m stylem klasycznym na basenie 25-metrowym.